# Felix Dornebusch
Felix Dornebusch (* 12. Juli 1994 in Witten) ist ein deutscher Fußballtorhüter. Er steht bei den Stuttgarter Kickers unter Vertrag.

## Karriere
Dornebusch begann seine fußballerische Laufbahn in Bochum bei der DJK Teutonia Ehrenfeld 1913 und wechselte dann zur SG Wattenscheid 09. Kurz vor seinem zwölften Geburtstag schloss er sich der Jugend des FC Schalke 04 an. Von der dortigen U17-Mannschaft wechselte Dornebusch 2011 zur U19 des VfL Bochum. Dort unterzeichnete er im August 2013 einen Profivertrag. In der Saison war er jedoch einer von fünf Torhütern im Profikader und kam in der Folge nur bei der zweiten Mannschaft der Bochumer zum Einsatz. Ebenso verliefen die folgenden Saisons, als er dritter Torhüter im Profikader war. Zur Saison 2017/18 stieg er zum zweiten Torhüter hinter Manuel Riemann auf. Als dieser mit einem Muskelfaserriss ausfiel, kam Dornebusch am 10. September 2017, dem 5. Spieltag, beim 2:1-Auswärtssieg gegen den SV Darmstadt 98 zu seinem Profidebüt. Bis Riemann kuriert war, kam Dornebusch zu zwei weiteren Einsätzen. Aufgrund einer erneuten Verletzung Riemanns kam Dornebusch zwischen dem 15. und dem 20. Spieltag erneut zum Einsatz. Sein zum Ende der Zweitligasaison 2018/19 auslaufender Vertrag wurde im Frühjahr 2019 nicht mehr verlängert.
Am 18. November 2019 erhielt Dornebusch beim Zweitligisten 1. FC Nürnberg einen Vertrag bis zum Ende der Saison 2019/20. Der Verein reagierte damit auf den Ausfall seiner ersten vier Keeper in der Torhüterhierarchie. Dornebusch rückte sofort nach seiner Verpflichtung statt Benedikt Willert für fünf Ligaspiele ins Tor, zog sich dann zum 19. Spieltag eine Ellenbogenverletzung zu und wurde durch den wieder genesenen Stammkeeper Christian Mathenia ersetzt. Es folgten noch zwei weitere Ligaspiele für den Club sowie der Klassenerhalt über die Abstiegsrelegation, in der Dornebusch jedoch nur auf der Bank saß.
Nach Ablauf seines Vertrages war der Wittener ablösefrei zu haben und fand mit dem Zweitligaaufsteiger Eintracht Braunschweig, an den er sich bis Juni 2022 band, rasch einen neuen Verein. Nach der Saison 2020/21, die mit dem sofortigen Wiederabstieg endete, verließ er Braunschweig und wechselte zu Fortuna Sittard in die niederländische Eredivisie. Dort kam er allerdings zu keinem Einsatz und wurde im Sommer 2022 vereinslos.
Nach einem halben Jahr Vereinslosigkeit schloss er sich Ende Januar 2023 dem Drittligisten VfB Oldenburg an.
Anfang Juni 2023 wurde bekannt, dass Dornebusch sich ab der Spielzeit 2023/2024 dem Regionalligaaufsteiger Stuttgarter Kickers anschließt.